# 于天經
于天經（1555年—？），字克孝，號叙吾，山東東昌府冠縣人，民籍，明朝政治人物。

## 生平
萬曆十年（1582年）壬午科山東鄉試第六十九名舉人。萬曆十四年（1586年）登丙戌科会试第三百六名，第三甲第三十二名進士。户部观政，本年授山西阳曲县知县。十六年丁憂歸，十九年起補海盐县知县，二十年改任太平府儒學教授，卒于官。

## 家族
曾祖于興；祖父于安；父于淵，曾任壽官。母蔣氏。具庆下。